# Nazario Sauro (destroyer)
Le Nazario Sauro (fanion « SU ») était un destroyer italien, navire de tête de la classe Sauro lancé en 1925 pour la Marine royale italienne (en italien : Regia Marina).

## Conception et description
Les destroyers de classe Sauro étaient des versions agrandies et améliorées des classes Sella précédentes. Ils avaient une longueur totale de 90,16 mètres, une largeur de 9,2 mètre et un tirant d'eau moyen de 2,9 mètres. Ils déplaçaient 1 058 tonnes à charge normale, et 1 600 tonnes à charge profonde. Leur effectif était de 8 à 10 officiers et 146 hommes de troupe.
Les Sauro étaient propulsés par deux turbines à vapeur à engrenages Parsons, chacune entraînant un arbre d'hélice à l'aide de la vapeur fournie par trois chaudières Yarrow. Les turbines avaient une puissance nominale de 36 000 chevaux (27 000 kW) pour une vitesse de 31 nœuds (57 km/h) en service, bien que les navires aient atteint des vitesses supérieures à 36 nœuds (67 km/h) lors de leurs essais en mer alors qu'ils étaient légèrement chargés.
Leur batterie principale se composait de quatre canons Ansaldo de 120 millimètres dans deux tourelles jumelées, une à l'avant et une à l'arrière de la superstructure. La défense antiaérienne des navires de la classe Sauro était assurée par une paire de canons anti-aériens (AA) de 40 millimètres dans des supports simples au milieu du navire et une paire de mitrailleuses Breda Model 1931 de 13,2 millimètres. Ils étaient équipés de six tubes lance-torpilles de 533 millimètres dans deux supports triples au milieu du navire. Les Sauro pouvaient également transporter 52 mines.

## Construction et mise en service
Le Nazario Sauro est construit par le chantier naval Cantiere navale di Sestri Ponente à Sestri Ponente en Italie, et mis sur cale le 9 février 1924. Il est lancé le 12 mai 1925 et est achevé et mis en service le 23 avril 1927. Il est commissionné le même jour dans la Regia Marina.

## Nom
Le navire tire son nom du lieutenant de vaisseau (tenente di vascello) Nazario Sauro, médaille d'or de la valeur militaire, patriote et représentant de l'irrédentisme italien de la Première Guerre mondiale.

## Histoire du service
En 1927, le Sauro est accidentellement éperonné par un navire à vapeur à La Spezia. En 1933, il subit des travaux de modification qui impliquent l'embarquement d'un poste de tir central.
En 1935, en prévision de son transfert en Mer Rouge, il subit de nouveaux travaux pour climatiser ses salles. Après ces travaux, sa vitesse passe de 35 (64,8 km/h) à 31,7 nœuds (58,7 km/h), et son autonomie à 14 nœuds (25,9 km/h) de 2 600 (4 810 km) à 2 000 milles nautiques (3 700 km). En 1936-1937, il participe à la guerre civile d'Espagne.
Il est déployé en mer Rouge en 1938.
Lorsque l'Italie entre dans la Seconde Guerre mondiale, il fait partie du IIIe escadron de destroyers basé à Massaoua, aux côtés de ses navires-jumeaux (sister ships) Battisti, Nullo et Manin. Il est employé pour des missions d'interception de convois britanniques naviguant en mer Rouge et effectue une dizaine de ces missions, sans succès. Dans la nuit du 24 au 25 août 1940, il est envoyé, avec son navire-jumeau Nullo, à la recherche de navires ennemis, mais n'en trouve aucun.
Le 21 octobre 1940, au cours d'une autre mission d'interception du trafic ennemi, à 2h19 du matin, avec les navires-jumeaux Nullo, Battisti et Manin et les plus gros destroyers Leone et Pantera, il attaque le convoi britannique "BN 7", composé de 32 navires marchands escortés par le croiseur léger HMNZS Leander, le destroyer HMS Kimberley (F50) et les sloops HMAS Yarra (D79) (australien), HMS Auckland (L61) (britannique) et RIN Indus (indien). Le Sauro essaie de torpiller quelques navires marchands, sans y parvenir. Un de ses canons a probablement manqué de peu le HMAS Yarra. Le combat devient défavorable aux navires italiens, qui doivent renoncer à l'attaque et se replier en couvrant leur retraite d'un écran de fumée, tandis que le Nullo, isolé et ralenti par une panne de gouvernail, est coulé après un violent choc avec le HMS Kimberley.
Le 3 décembre, il est envoyé - avec le Tigre, le Leone et le Manin et le sous-marin Ferraris - à la recherche d'un convoi, qui n'est pas trouvé. En février 1941, le Sauro attaque à nouveau à la torpille les transports ennemis, une fois de plus sans succès.
La chute imminente de l'Afrique orientale italienne devient alors évidente. En vue de la reddition de Massaoua, un plan est organisé pour évacuer les unités avec une grande autonomie (envoyées en France ou au Japon) et pour détruire les navires restants,. Les 6 destroyers qui forment le IIIe escadron (Battisti, Sauro, Manin) et le Ve escadron (Tigre, Leone, Pantera) n'onnt pas une portée suffisante pour atteindre un port ami, il est donc décidé de les employer dans une mission suicide: une attaque de Suez (Tigre, Leone, Pantera) et Port-Saïd (Sauro, Manin, Battisti), comme objectifs. Si elles n'ont pas pu continuer, les unités ne seraient pas retournées à Massaoua (où, d'ailleurs, elles n'auraient eu d'autre sort que la capture ou le sabordage, la forteresse étant tombée le 8 avril 1941), mais elles auraient plutôt coulé d'elles-mêmes, par sabordage,.
Le Ve escadron part pour sa mission le 31 mars, mais cette première tentative avorte presque immédiatement car le Leone s'échoue et, ayant développé un feu indomptable à l'avant, doit être sabordé par l'équipage,. La mission est ensuite réorganisée car une action de diversion prévue par la Luftwaffe contre Suez a échoué: toutes les unités auraient attaqué Port-Saïd,.
Le 2 avril 1941, à deux heures de l'après-midi, les cinq destroyers quittent finalement Massaoua,. Le Battisti doit se saborder en raison d'une panne de moteur, tandis que le reste de la formation poursuit sa route même s'il est repéré par des avions de reconnaissance ennemis. A l'aube du 3 avril, alors qu'ils se trouvent à une trentaine de milles nautiques de (55 km) Port-Saïd, après une navigation de 270 milles nautiques (500 km), les quatre navires sont massivement attaqués par environ 70 bombardiers Bristol Blenheim et des bombardiers-torpilleurs Fairey Swordfish qui sont arrivés par vagues,. Ayant rompu la formation, les destroyers continuent à naviguer en zigzag et à ouvrir le feu avec leurs canons anti-aériens, mais vers 7h30, les avions commencent à cibler le Sauro et le Manin, plus petits et plus vulnérables, les endommageant (le Tigre et le Pantera se replient et, également attaqués par des navires, coulent par sabordage au large des côtes arabes),. À 9 heures, une bombe de 224 kg frappe le Sauro: le navire coule en une demi-minute seulement, à la position géographique approximative de 20° N, 30° E,,.
Dans ce naufrage , nt péri 78 hommes de l'équipage du Sauro.

## Sources
- (it) Cet article est partiellement ou en totalité issu de l’article de Wikipédia en italien intitulé « Nazario Sauro (cacciatorpediniere) » (voir la liste des auteurs).